# Imaginäre Größe
Imaginäre Größe (poln. Wielkość urojona) ist ein philosophisches Werk von Stanisław Lem aus dem Jahr 1973. Es enthält fiktive Vorworte zu – laut Lem – in der Zukunft erschienenen Werken. Diese beschäftigen sich mit zukünftiger Technologie und zukünftigem Denken. Stanisław Lem schreibt selbst im Vorwort dieser Vorworte:
„Die Kunst, Vorworte zu schreiben, erhebt schon lange Anspruch auf ein Heimatrecht. Und ich spüre schon längst das Bedürfnis, diesem okkupierten Schrifttum Genüge zu tun, das seit vierzig Jahrhunderten in der Sklaverei der Werke, an die es gefesselt ist, über sich selbst schweigt.“

## Inhalt

### Nekrobien
Nekrobien heißt das von Cezary Strzybisz veröffentlichte pornografische Bilderbuch, in dem sexuelle Stellungen und Praktiken mit Röntgenstrahlung aufgenommen und abgelichtet sind.

### Eruntik
Ein dreibändiges Werk von Reginald Gulliver, in dem dieser Techniken und Theorien zur Züchtung von Bakterienkolonien beschreibt. Reginald Gulliver brachte Bakterien durch Selektion das Sprechen über Morse-Code bei.

### Geschichte der bitischenLiteratur
Zur bitischen Literatur zählt jedes literarische Werk, das nur von Computern geschrieben wurde. Diese Sammlung unter der Redaktionsleitung von J. Rambellais erschien 2009 und stellt die Entwicklung und die verschiedenen Genres der bitischen Literatur dar. Benannt ist die Literaturform nach den bits, den Einheiten der Information.

### Vestrands Extelopädie in 44 Magnetbänden
Eine zukünftige Enzyklopädie, die Begriffe aus der Zukunft beschreibt und vorhersagt. Dabei befasst sich der beigefügte Probeabdruck der Extelopädie mit der grundsätzlichen Problematik von Vorhersagen. So werden unter dem Stichwort Prognodoxe die bei Vorhersagen auftretenden Paradoxe behandelt. Ein solches Paradox tritt z. B. dann auf, wenn der Inhalt eines Buches, dessen Erstausgabe in 50 Jahren erscheinen wird, bereits in der Vorhersage veröffentlicht wird. Somit handelt es sich bei dem in 50 Jahren erscheinenden Buch nicht mehr um die Erstausgabe.

### Golem XIV
Ein philosophisches Werk von einem Licht-Computer 14ter Generation im Jahre 2029. Die Kommunikation verhält sich mit diesem intelligenteren Computer so, als wolle man einen Walfisch durch ein Nadelöhr pressen. (Siehe auch: Golem XIV)